# Hans-Jürgen von Arnim
Pour les articles homonymes, voir Hans von Arnim, Famille Arnim et Arnim (homonymie).
Hans-Jürgen von Arnim, né à Ernsdorf le 4 avril 1889 et mort à Bad Wildungen le 1er septembre 1962, est un Generaloberst (général d'armée) allemand au sein de la Wehrmacht pendant la Seconde Guerre mondiale. Il appartient à la famille Arnim, issue de la noblesse prussienne.
Il est récipiendaire de la croix de chevalier de la croix de fer ("Ritterkreuz"). Cette décoration est attribuée pour récompenser un acte d'une extrême bravoure sur le champ de bataille ou un commandement militaire couronné de succès.

## Biographie
Il est le fils du général Hans-Sixt von Arnim (1861-1931). Il intègre le 4e régiment à pied de la Garde en 1907 et sert dans l'armée impériale allemande jusqu'à la fin de la Première Guerre mondiale. Lors de la Première Guerre mondiale, il combat sur les fronts de l'Est et de l'Ouest. Après la guerre, il demeure dans l'armée et monte en grade, il commande le 68e régiment d'infanterie d'élite à Berlin. Il épouse Annemarie von Dechend en 1917.
Il devient Generalmajor (général de brigade) en 1938. Il commande la 52e division aux batailles de Pologne et de France. En octobre 1940, von Arnim reçoit le commandement de la 17e Panzerdivision. Alors que la guerre éclate contre l'Union soviétique, il est promu Generalleutnant (général de division) sous les ordres de Guderian et il est blessé grièvement quelques jours après le début de la campagne. Le 1er octobre 1941, il est promu au grade de General der Panzertruppe (général de corps d'armée). Il commande le 39e corps de Panzer jusqu'en novembre 1942 et, ensuite, il commande la 5e armée de Panzer sous les ordres de Rommel en Afrique du Nord.
Von Arnim est promu Generaloberst (général d'armée) le 4 décembre 1942, au moment où Hitler refuse que Rommel retourne en Tunisie. Il devient commandant en chef du groupe d'armées en Afrique et le commandant de facto de l'Afrika Korps de mars 1943 jusqu'à sa capture par la 4e division d'infanterie indo-britannique deux mois plus tard, en mai 1943.
Prisonnier de guerre britannique, il est relâché en juillet 1947. Il retourne en Allemagne et meurt en 1962.

## Décorations
- Croix de fer (1914)
  - 2e classe  (2 novembre 1914)
  - 1re classe (16 septembre 1914)
- Croix hanséatique de Hambourg
- Ordre de Hohenzollern (7 septembre 1918)
- Insigne des blessés (1914)
  - en argent
- Croix d'honneur
- Agrafe de la croix de fer (1939)
  - 2e classe (8 octobre 1939)
  - 1re classe (3 novembre 1939)
- Croix allemande en Or (18 mai 1942)
- Croix de chevalier de la croix de fer (4 septembre 1941)
- Mentionné dans le bulletin radiophonique quotidien Wehrmachtbericht (13 mai 1943)
- Bande de bras Afrika